# Clan Hosokawa
Il Clan Hosokawa (細川氏?, Hosokawa-shi) fu un potente clan del Giappone feudale durante il periodo Muromachi (1336-1467). Il clan dichiarava di discendere dallo Seiwa Genji, un ramo del clan Minamoto, e in definitiva dallo stesso Imperatore Seiwa, attraverso il clan Ashikaga. Ebbe molti funzionari di spicco nell'amministrazione dello shogunato Ashikaga. Nel periodo Edo il clan Hosokawa era una delle più grandi famiglie di daimyō del Giappone. Al giorno d'oggi, l'attuale capo del clan Morihiro Hosokawa, è stato primo ministro del Giappone.

## Storia
Gli Hosokawa discendevano da Ashikaga Yoshiyasu (1126-1157), il cui pronipote Ashikaga Yoshisue prese il nome di Hosokawa. Il pronipote di Yoshisue, Yoriharu (1299-1352) fu un importante sostenitore di Ashikaga Takauji durante il primo periodo Nanboku-chō. Di conseguenza gli Hosokawa divennero una potente famiglia di shugo e molto influenti durante lo Shogunato Ashikaga.
Hosokawa Yoriyuki (1329-1392) servì come primo kanrei (vice-shôgun) e fungeva da guardiano e consigliere di Ashikaga Yoshimitsu. Hosokawa Katsumoto (1430-1473) fu ai suoi tempi una delle figure più potenti nella politica di Kyoto e shugo di gran parte dell'isola di Shikoku. A seguito di una disputa per la successione a Shōgun di Ashikaga Yoshimasa, Katsumoto e Yamana Sōzen, un altro potente shugo, furono coinvolti in un conflitto che distrusse Kyoto e sarebbe in seguito diventata nota come Guerra Ōnin (1467-77) che diede inizio al periodo Sengoku.
Il figlio di Katsumoto, Hosokawa Masamoto, mantenne il potere in questo modo alla fine del XV secolo, ma fu assassinato nel 1507. Dopo la sua morte, il clan si divise e fu indebolito da faide interne e dall'ascesa del clan Miyoshi. Gli Hosokawa rimasero comunque influenti attorno all'area di Kyoto rivaleggiando con il clan Ōuchi sia politicamente, sia in termini di dominio commerciale con la Cina. Un altro ramo del clan che molti credettero estinto fu quello del clan Saikyū. Fuggirono dalla città dopo che fu attaccata da Oda Nobunaga dopo 100 anni di governo.
Un ramo della famiglia sopravvisse con Hosokawa Fujitaka e suo figlio Tadaoki. Grazie ai loro sforzi, la famiglia Hosokawa sarebbe sopravvissuta come daimyô dello han di Kumamoto fino alla fine del periodo Edo.

## Membri importanti del ramo principale del clan[2]
- Hosokawa Yoriharu (細川頼春?; 1299-1352) Sanuki no kami, si un' fin da subito a Ashikaga Takauji che nel 1337 assediò e conquistò il castello di Kanazaki (Echizen) dove il principe Takanaga, Nitta Yoshiaki, Doi Michiharu e il resto della guarnigione vennero uccisi. Nel 1340 conquistò il castello di Seta (Iyo) e portò l'intera Shikoku sotto il controllo degli Ashikaga. Più tardi combatte Kusunoki Masanori (1348-1351) assieme a Kō Moronao.
- Hosokawa Kiyouji (細川清氏?; morto 1362) figlio di Hosokawa Kazuuji fu Sagami no kami. Prese parte alla battaglia di Shijō-nawate (1349) contro Kusunoki Masaura e in tutte le campagne contro la corte del Sud. Durante la disputa con lo shōgun Yoshiakira offrì il suo servizio all'imperatore Go-Daigo. Poco dopo, schierato con Kusunoki Masanori, scortò l'imperatore a nord e lo shōgun fuori da Kyito, ma fu egli stesso cacciato dalla città da clan nemici. Si ritirò a Kawachi dove costruì il castello di Shiramine e preparò la riconquista della capitale, ma fu improvvisamente attaccato, sconfitto e ucciso da suo cugino Yoriyuki. Suo figlio si rifugiò nella provincia di Awaji.
- Hosokawa Yoriyuki (細川頼之?; 1329-1392) figlio di Yoriharu, su ordine di Takauji venne spedito a pacificare la provincia di Bitchū. Assediò suo cugino Kiyouji nel castello di Shiramine e lo sconfisse nel 1362; lo shōgun Yoshiakira lo nominò Shitsuji (ministro) e gli affidò la tutela di suo figlio Yoshimitsu che al tempo aveva solo 11 anni. Successivamente Yoshimitsu si stancò dei consigli del suo mentore, e Yoriyuki, capendo ciò, si ritirò nel tempio di Saiho-ji vicino a Kyoto (1372). Fu 12 anni dopo che Yoshimitsu, vedendosi minacciato dal sempre crescente potere del clan Yamana, lo richiamò. Yoriyuki sconfisse gli Yamana (1391) e morì l'anno successivo. Essendo senza figli adottò i suoi due fratelli Yorimoto e Mitsuyuki.
- Hosokawa Yorimoto (細川頼元?; 1343-1397) fratello di Yoriyuki, fu Shitsuji dello shōgun Yoshimitsu, e in seguito Kanrei (carica simile allo Shitsuji) al posto di Shiba Yoshimochi (1391). I suoi discendenti si alternarono il titolo di Shitsuji e Kanrei .
- Hosokawa Ujiharu (細川氏春?; morto 1387) figlio di Morouji, shugo di Awaji. Nel 1361, seguendo il cugino Kiyouji, che si unì alla corte del Sud, entrò a Kyoto con lui e lo accompagnò a Sanuki; ma dopo che Kiyouji fu sconfitto e ucciso da Yoriyuki (1362), Ujiharu ritornò al servizio degli Ashikaga e morì nel 1387.
- Hosokawa Akiuji (細川顕氏?; morto 1352) figlio di Yorisada e Mutsu no kami. Schierato Takauji combatté inizialmente contro la corte del Sud, ma in seguito a delle diatribe abbandonò la causa del nord. Nel 1352 fu ucciso quando, assieme a Kiyouji, combatté contro le truppe di Ashikaga Yoshiakira.
- Hosokawa Jōzen ((細川定禅?; morto 1339?) era un fratello di Akiuji. Quando Hōjō Tokiyuki attaccò Kamakura (1335), Jōzen assieme Ashikaga Tadayoshi fuggì a Musashi e in seguito si ritirò a Sanuki dove radunò truppe per Ashikaga Takauji. Combatté contro Nitta Yoshisada, Wakiya Yoshisuke, ecc. ma la data esatta della sua morte rimane sconosciuta.
- Hosokawa Mitsumoto (細川満元?; 1378-1426) figlio di Yorimoto, divenne Kanrei nel 1412.
- Hosokawa Mochiyuki (細川持之?; 1400-1442) figlio di Mitsumoto. Nel 1432, successe a Shiba Yoshiatsu nel ruolo di Kanrei. Dopo l'assassinio dello shōgun Yoshinori (1441), sostenne il diritto di successione al figlio dello shōgun Yoshikatsu e partecipò all'assedio del colpevole dell'omicidio, Akamatsu Mitsusuke.
- Hosokawa Katsumoto (細川勝元?; 1430–1473) figlio di Michiyuki ereditò i domini dei suoi antenati, cioè quasi tutta l'isola di Shikoku. Dopo esser stato nominato Kwanryō all'età di 15 anni (1445), fu sostituito in questo ruolo da Hatakeyama Norimoto nel 1449, anche se nel 1452 la carica gli fu riassegnata. Sposò una figlia di Yamana Mochitoyo. Due figli di Hatakeyama crearono disordini a Kyoto in quel periodo, così lo shōgun Yoshimasa invitò tutti i grandi daimyō ad aiutare nello ristabilire la pace; ma Katsumoto e Mochitoyo non risposero all'invito. Yoshimasa adottò suo fratello Yoshimi come suo successore (1464), e Katsumoto fu nominato Shitsuji. L'anno seguente, nacque un figlio di Yoshimasa, e Mochitoyo (allora chiamato Sōzen) fu chiamato per sostenere i suoi diritti. In quello stesso momento iniziò la lotta tra Shiba Yoshitoshi e Shiba Yoshikado per la successione all'interno del clan Shiba e presto si affrontarono: da un lato Katsumoto che supportava Ashikaga Yoshimi, Hatakeyama Masanaga e Shiba Yoshitoshi; dall'altra Sōzen difende gli interessi di Ashikaga Yoshihisa, Hatakeyama Yoshinari e Shiba Yoshikado. Gli altri daimyō si divisero tra i due schieramenti. Fu l'inizio della disastrosa guerra civile chiamata guerra Ōnin (1467-1477). Katsumoto, alla testa di 100.000 uomini, si stabilì a est di Kyoto per proteggere la residenza di Yoshimi, ma Sōzen, dopo aver radunato 90.000 uomini, si stabilì a ovest della stessa: seguirono anni di spargimenti di sangue quotidiani che distrussero Kyoto. La guerra a Kyoto durò circa sette anni, quando Katsumoto morì all'età di 44 anni.
- Hosokawa Masamoto (細川政元?; 1466–1507) figlio di Katsumoto. Nel 1493 assistette Hatakeyama Yoshitoyo quando fu attaccato dallo shōgun Yoshitane e Hatakeyama Masanaga. Questi ultimi furono sconfitti a Shokokuji (Kasomhi), Masanaga fu ucciso e lo shōgun fuggì ad Etchū. Masamoto poi lo sostituì con Yoshizumi, un figlio di Ashikaga Masatomo, che era solo uno strumento nelle sue mani. Masamoto divenne Kanrei nel 1494, e si stabilì a Kyoto chiamando Miyoshi Nagateru e Kosai Motochika a sostituirlo nel governo delle sue province di Awa e Sanuki, ma sorsero presto delle dispute tra questi due e ne seguirono dei problemi. Masamoto, essendo senza figli, ne adottò tre: Surniyuki, Sumimoto e Takakuni. Nagateru si schierò dalla parte di Sumimoto, mentre Motochika era un sostenitore di Sumiyuki, e siccome Masamoto intendeva nominare Sumimoto suo erede, Motochika lo fece assassinare (1507).
- Hosokawa Sumimoto ((細川澄元?; 1489–1520) figlio di Yoshiharu, fu adottato da Masamoto. Sumimoto aveva solo 11 anni quando quest'ultimo morì e Kosai Motochika contro di lui. Sumimoto si rifugiò nel castello di Sasaki a Ōmi. Miyoshi Nagateru supportò Sumimoto e ucciso Sumiyuki, il suo rivale. Sumimoto divenne capo del clan e prese possesso dei suoi domini a Shikoku; fu anche nominato Kanrei (1507). Tuttavia l'anno seguente lo shōgun Yoshitane rientrò a Kyoto sostenuto da Hosokawa Takakuni e Sumimoto fuggì ad Awa. Sostenuto dal clan Akamatsu sconfisse Takakuni e rientrò nella capitale nel 1511, anche se fu cacciato poco dopo. Si alleò con Miyoshi Motonaga e sconfisse nuovamente Takakuni nel 1519. Quest'ultimo, aiutato da Sasaki Sadayori, lo sconfisse poco dopo e Sumimoto fuggì di nuovo ad Awa, dove morì alcuni mesi dopo.
- Hosokawa Sumiyuki (細川澄之?; 1489–1507) un figlio del Kampaku Kujō Masamoto, fu adottato da Hosokawa Masamoto, che, dopo averlo scelto come suo erede, preferì in seguito Sumimoto e donò a Sumiyuki alcuni domini a Tairiba. Alla morte di Masamoto (1507) Kōsai Motochika supportò Sumiyuki contro Sumimoto; vennero però attaccati e sconfitti vicino a Kyoto da Miyoshi Nagateru e Sumiyuki ucciso.
- Hosokawa Takakuni (細川高国?; 1484–1531) figlio di Masaharu, fu adottato da Masamoto come Sumimoto e Sumiyuki. L'antipatia di Takakuni per il padre adottivo era tale che, quando Ōuchi Yoshioki desiderò ristabilire Yoshitane come shōgun, si unì a quest'ultimo a cui Masamoto si era sempre opposto. Sumimoto, che sostenne lo shogun Yoshizumi fu sconfitto e fuggì a Awa, mentre Yoshizumi fuggì a Ōmi (1508). Nel 1511 Sumimoto inviò il suo parente Masakata a prendere Kyoto, ma fu sconfitto e perse la vita nella battaglia. Quando Ōuchi Yoshioki ritornò nella sua provincia, Takakuni gli succedette come Kanrei. Nel 1519 sconfitto da Sumimoto, si ritirò a Ōmi per chiedere aiuto a Sasaki Sadayori. Tornò con un esercito e obbligò Sumimoto a fuggire. Poi costruì il castello ad Amagasaki (Settsu) e assunse così tanta autorità che lo shōgun Yoshitane decise di dare l'ufficio di Kanrei a Hatakeyama Tanenaga. Takakuni si rivoltò contro lo shōgunche aveva sempre sostenuto, costringendolo a fuggire in Awaji e a mettere Yoshiharu, un figlio di Yoshizumi, al suo posto (1521). Nel 1527, Miyoshi Nakamoto (Kaiun), con Harumoto, figlio di Sumimoto, attaccò Kyoto. Takakuni tornò di nuovo a Ōmi, per chiedere aiuto al clan Sasaki e agli Asakura e rientrò nella capitale. Quattro anni dopo Kaiun e Harumoto lo attaccarono nuovamente e lo sconfissero vicino a Tenno-ji. Takakuni si ritirò verso Awa, ma fu ucciso durante la fuga.
- Hosokawa Harumoto (細川晴元?; 1514–1563) figlio di Sumimoto, aveva solo due anni alla morte del padre. Nel 1527 Miyoshi Nakamoto (Kaiun) marciò contro Takakuni e conquistò Kyoto, e lo shōgun Yoshiharu e il Kanrei Takakuni fuggirono a Ōmi. Poco dopo Harumoto fu cacciato dalla capitale ma tornò nel 1531, sconfiggendo il suo rivale, che fu ucciso. L'anno seguente, Harumoto si riconciliò con Yoshiharu e fu nominato Kanrei. Avendo una disputa con Nagamoto, lo uccise a Sakai (Tzumi). Represse i problemi creati dai bonzi Ikkō-shū. Nel 1540 Yuza Junsei si schierò con Ujitsuna, un figlio di Takakuni, e raggruppò un'armata. Harumoto mandò Miyoshi Chōkei contro ma fu sconfitto. Lo shōgun Yoshiharu aprì le trattative con Ujitsuna e propose termini di pace promettendogli il titolo di Kanrei in cambio. Harumoto irritato rientrò a Kyoto. Lo shōgun e suo figlio Yoshiteru fuggirono a Sakamoto (Ōmi). L'anno seguente fu siglata una pace e Harumoto divenne Kanrei mentre Ujitsuna ritornò ad Awa. Poco dopo Chōkei ebbe delle liti con Harumoto (1548) e si impadronì di diversi castelli sconfiggendo Harumoto a Ōtsu (15SO). Alla fine, nel 1555, Chōkei e Matsunaga Hisahide divennero padroni di Kyoto e sia lo shōgun che Harumoto fuggirono cercando di negoziare. Una pace fu siglata e allo shōgun fu permesso di tornare a Kyoto mentre Harumoto venne messo agli arresti a Akutagawa (Settsu) dove morì 5 anni dopo. Fu l'ultimo Hosokawa Kanrei, carica che la famiglia detenne per circa 180 anni.
- Hosokawa Ujitsuna (細川氏綱?; 1514–1564) figlio adottivo di Hosokawa Takakuni. Nel 1543 raggruppò le sue armate per vendicare il padre che fu ucciso da Hosokawa Harumoto. Riuscì a sconfiggerlo grazie all'aiuto di Miyoshi Chōkei. Nel 1549 Ujitsuna fu in grado di cacciare Harumoto della provincia di Ōmi. Nel 1552 servì come kanrei nominale poiché era a tutti gli effetti subordinato di Chōkei. Morì nel 1564 e fu l'ultimo kanrei del periodo Muromachi.
- Hosokawa Akimoto (細川昭元?; 1548–1592?1615?) erede di Harumoto e inizialmente servitore di Ashikaga Yoshiaki divenne successivamente servitore di Oda Nobunaga, del quale sposò una sorella.
- Hosokawa Motokatsu (細川元勝?; 1561–1628) figlio di Akimoto fu servitore di Toyotomi Hideyoshi che gli dette uno stipendio di 5.000 koku . Durante l'assedio di Osaka si schierò a difesa di Hideyori; dopo la sconfitta dei Toyotomi riuscì a salvarsi ed entrò nel clan Akita poiché una sua sorella aveva sposato Akita Sanesue.

## Ramo di Kumamoto
- Hosokawa Fujitaka (細川幽斎?; 1534-1610)
- Hosokawa Tadaoki (細川忠興?; 1563-1646)
- Hosokawa Tadatoshi (細川忠利?; 1586-1641)
- Hosokawa Mitsunao (細川光尚?; 1619-1650)
- Hosokawa Tsunatoshi (細川綱利?; 1643–1714)
- Hosokawa Nobunori (細川宣紀?; 1676–1732)
- Hosokawa Munetaka (細川宗孝?; 1716–1747)
- Hosokawa Shigekata (細川重賢?; 1619-1650)
- Hosokawa Harutoshi (細川治年?; 1758–1787)
- Hosokawa Narishige (細川斉茲?; 1755–1835)
- Hosokawa Naritatsu (細川斉樹?; 1797–1826)
- Hosokawa Narimori (細川斉護?; 1804–1860)
- Hosokawa Yoshikuni (細川韶邦?; 1835–1876) – ultimo daimyō di Kumamoto